# Dal (groch)

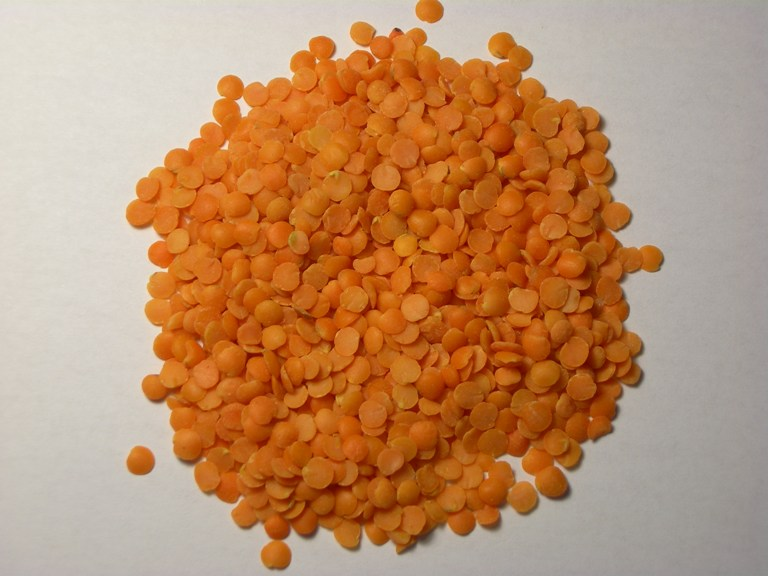
Masur dal

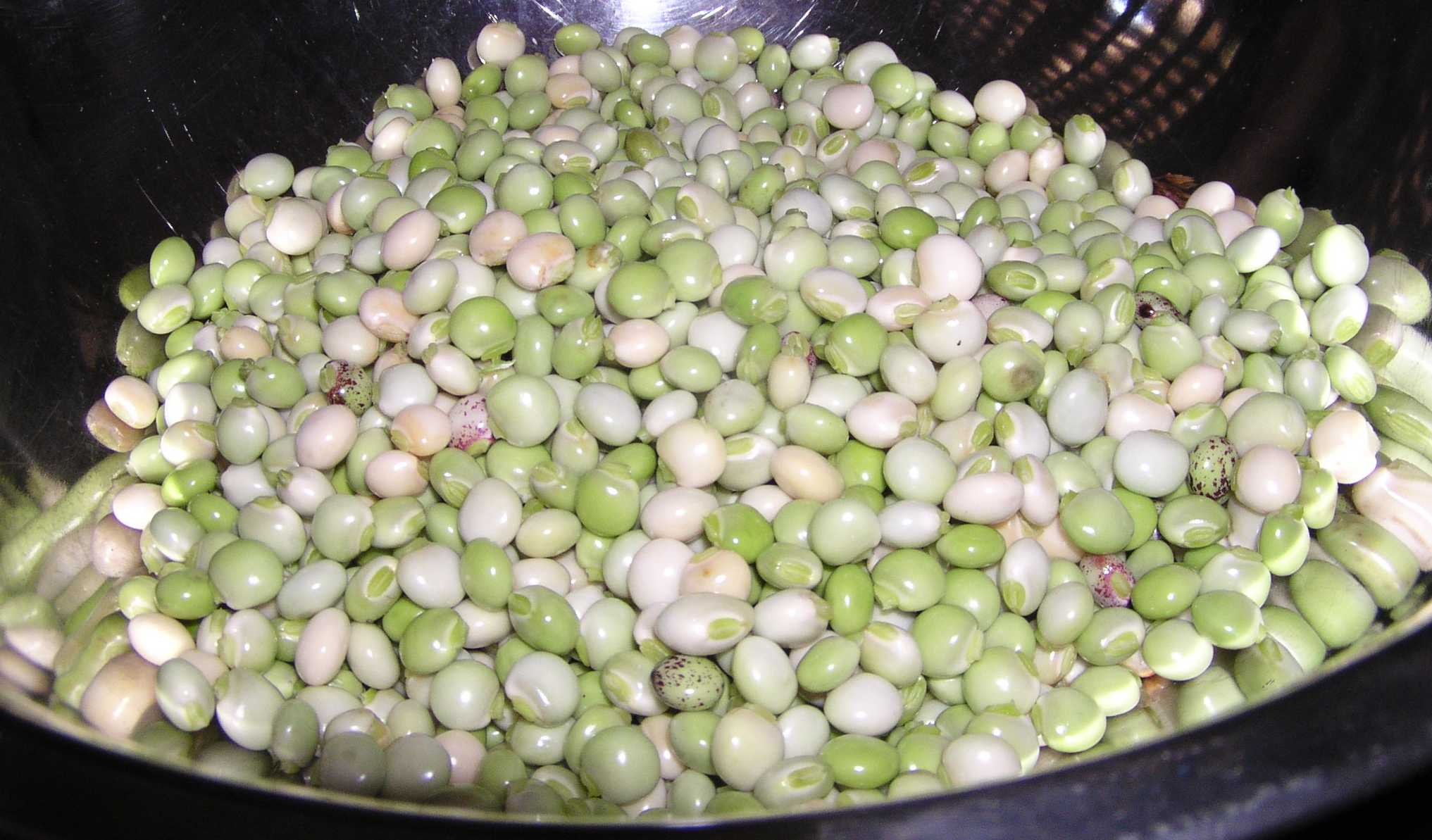
Tur dal

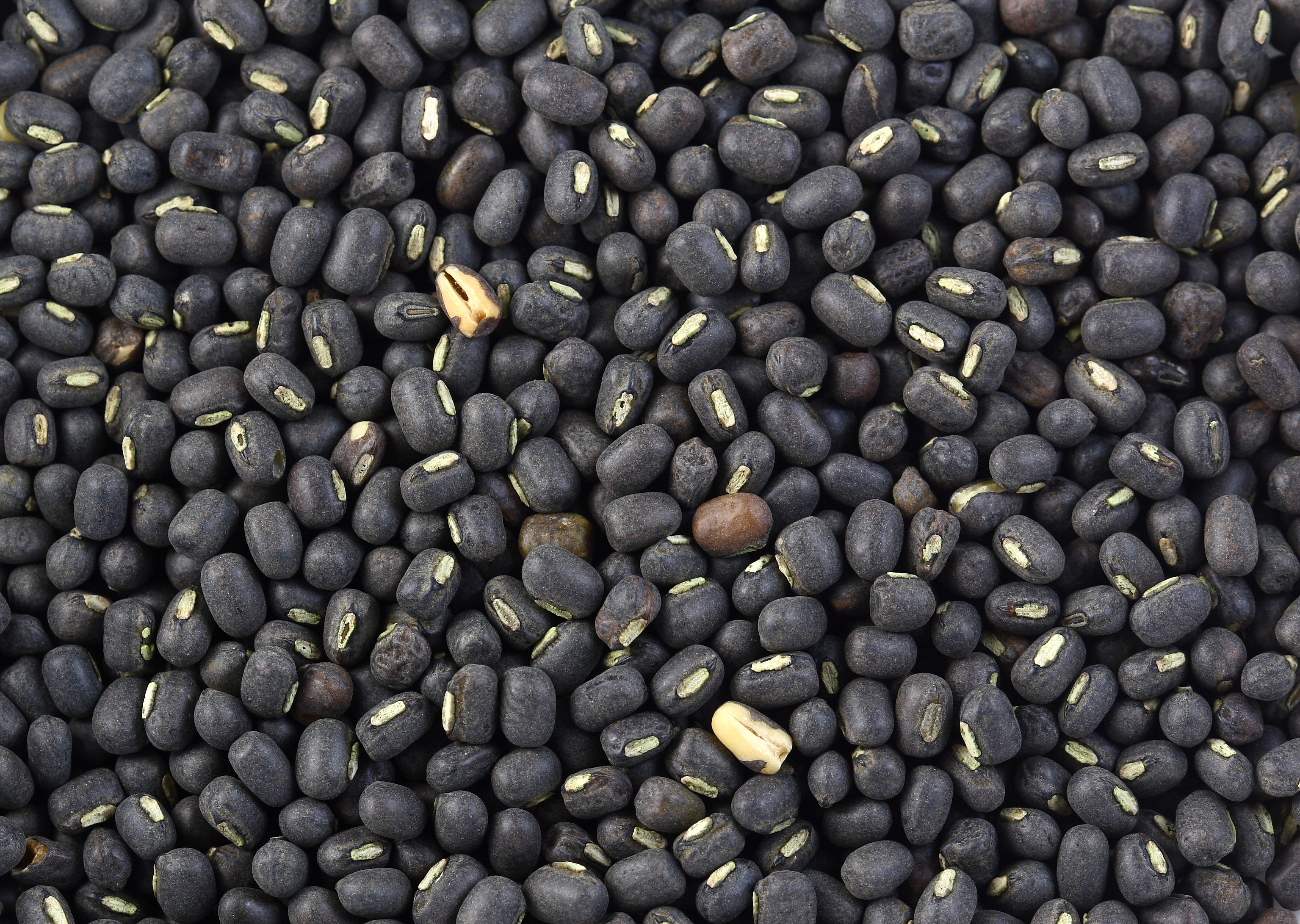
Urad dal

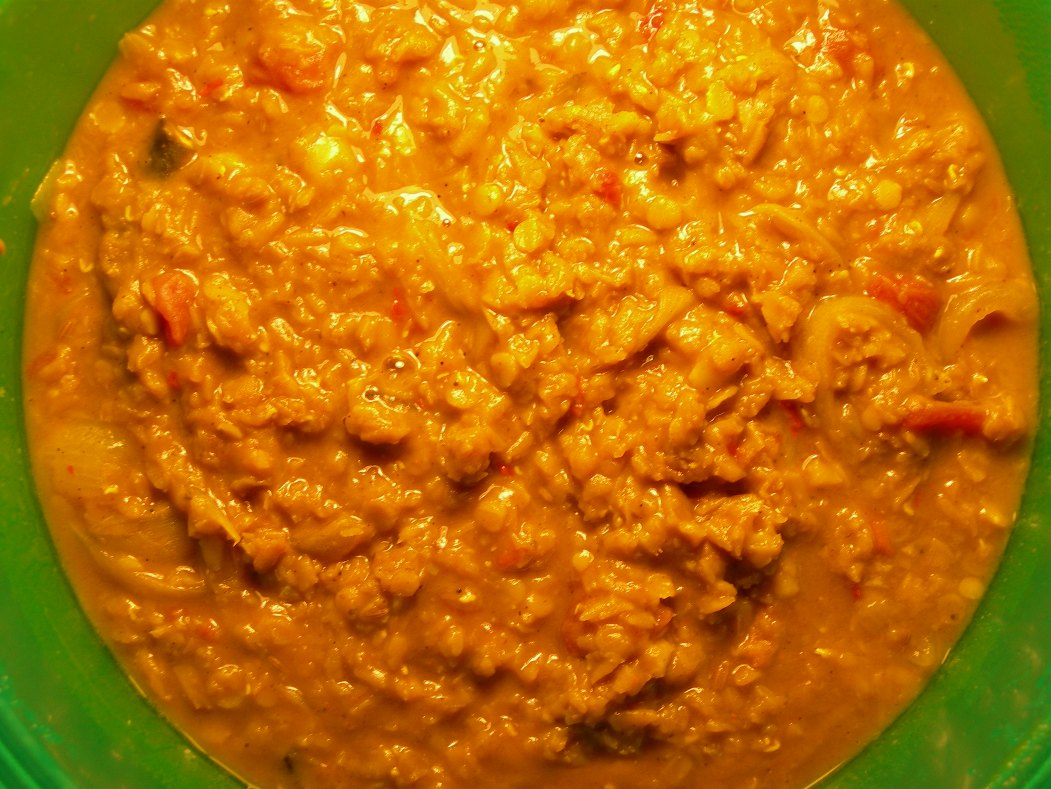
Przygotowany do spożycia masur dal

Dal (hindi दाल), na południu Indii często zapisywane jako dhal – w kuchni indyjskiej: ogólne określenie na produkty strączkowe (grochy, fasole, soczewice), oraz potrawy z nich przyrządzane. Istnieje wiele odmian, niektóre zupełnie nieznane w Europie. Dal spożywa się w postaci curry lub mieli na mąkę i w tej postaci stanowi składnik dodawany do różnych potraw. Jako że zawiera wiele białka, często zwłaszcza na północy Indii używany jest jako samodzielne danie, w postaci zestawu: dal-bhat-tarkari (dal-ryż-warzywa). Na południu jest podstawowym składnikiem sambaru, idli i innych potraw.

## Najbardziej rozpowszechnione odmiany dalu
- Tuvar dal – zwany również „tur” (tuvar (gudźarati), arhar dal (w Uttar Pradesh, Orisie i Bengalu) albo togari bele (kannada), kandi pappu (telugu), tuvara parippu (malajalam) lub tuvaram paruppu (tamilski) – groch Cajanus indicus
- Chana (chholar dal po bengalsku, (buta daali w Orisie), sanaga pappu (telugu), kadale bele (kannada), kadalai paruppu (tamilski)) – łuskana ciecierzyca
- Kala chana – „kondai kadalai” po tamilsku – mała ciecierzyca z brązową skórką
- Mung (pesara lub uddhi pappu (telugu), paasi paruppu (tamilski)) hesara bele (kannada) – mała zielona fasolka mung (Vigna radiata)
- Urad dal (kolai dal (bengali,  biri daali (orija), minapa pappu (telugu), ultham paruppu (tamilski)) – urad, uddina bele (kannada), w języku angielskim określany zazwyczaj jako black gram
- Masur dal – czerwona soczewica
- Radźma – duża fasola podobna do typu „Jaś”